# Schizostoma montellicum
Schizostoma montellicum är en svampart som beskrevs av Sacc. 1878. Schizostoma montellicum ingår i släktet Schizostoma och familjen Melanommataceae.   Inga underarter finns listade i Catalogue of Life.